# Internetszolgáltató
Az internetszolgáltató (angolul Internet Service Provider, ISP) egy olyan üzleti vállalkozás vagy nonprofit szervezet, amelynek feladata a publikus globális internet hálózathoz történő csatlakozás fizikai és adminisztratív kialakítása. Hagyományosan nem soroljuk ide azokat a magánszemélyeket vagy vállalkozásokat, akik ezt nem üzletszerűen vagy fő profiljukban végzik (pl. egy étterem által a vendégek számára biztosított vezeték nélküli internet vagy otthoni internethozzáférés továbbosztása WLAN routerrel).
Az internetszolgáltató feladatai:
- a fizikai kapcsolathoz szükséges eszközt telepítse, illetve ennek telepítéséhez való segítségnyújtás
- IP-címet allokáljon (ami lehet dinamikus, illetve statikus, azaz állandó)
- technikai ügyfélszolgálat biztosítása a hibák kezelésére
- a kiosztott sávszélesség összeszedése más szolgáltatókkal, és a forgalom gerinchálózatra való irányítása
- a szolgáltatáshoz szükséges szerverháttér üzemeltetése

## Az internetszolgáltató-ügyfél kapcsolat
A szolgáltatás alapja a fizikai réteg, amin az internetszolgáltatás bonyolódik. Az alkalmazott technológiát az igényelt sávszélesség, az ügyfél végpontjának elérhetősége, az igényelt szolgáltatási minőségi paraméterei és árfekvése alapvetően befolyásolja. Az internetszolgáltatás egy gyorsan fejlődő iparág, így új technológiák jönnek és széles körben használtak szorulnak vissza néhány év leforgása alatt.

### Magyarországon elterjedt technológiák (2010-es állapot)
Vezetékes hálózatok:
- közvetlen ethernet hálózat
- telefonvonalon
  - digitális (ISDN) vagy analóg kapcsolat modemmel
  - ADSL, ADSL2+ kapcsolat
- kábeltelevízió hálózaton keresztüli kapcsolat kábelmodem segítségével
- optikai szálas kábelhálózaton (legkorszerűbb)

Vezeték nélküli hálózatok:
- mikrohullámú földi (ún. WLAN) kapcsolaton keresztül
- mikrohullámú műholdas kapcsolaton keresztül
- mobil internet GSM kapcsolaton keresztül, leggyakrabban EDGE vagy 3G adatátvitelt használva, 2012-től 4G-t, majd 2019-től 5G-t

Az internetszolgáltatás jellemző járulékos szolgáltatása a névszerver szolgáltatás maradt, a régebben elterjedt web proxy gyorsításra használt szerepe jelentősen visszaszorult.
A szolgáltatók kínálatában gyakorivá vált az egy átviteli technológián egyszerre megvalósított Triple-Play előfizetésben az internet mellett továbbított digitális televízió (IPTV vagy DVB-C) és digitális telefon szolgáltatás, továbbá webtárhely és e-mail fiók hozzákapcsolása.

## Az internetszolgáltató-internetszolgáltató kapcsolat
Az internetszolgáltatók más internetszolgáltatókkal állnak összekapcsolódásban. Az itt összeszedett sávszélesség gyakran kevesebb, mint amennyit a felhasználói körnek a szolgáltató összességében kioszt. Ennek oka, hogy a hálózatot nem a csúcsteljesítményre méretezik, hanem kalkulálnak azzal a ténnyel, hogy egyszerre az ügyfelek nem használják fel a maximális sávszélességet. Ennek betartása feszültséget szülhet a felhasználók és a szolgáltató között, ezért forgalomkorlátos csomagok is elterjedtek, ahol a letölthető mennyiség és a túlhasználat díja vagy következményei rögzítettek.